# Механізм ANRORC
Механізм ANRORC (англ. addition of nucleophile, ring opening and ring closure — приєднання нуклеофіла, розкриття та закриття циклу) — механізм реакції, що описує особливий тип реакцій заміщення.
ANRORC пояснює приєднання нуклеофілу, розкриття циклу та його закриття при атаці нуклеофілу на циклічні системи і допомагає пояснити утворення та розподілення продуктів в деяких нуклеофільних заміщеннях, особливо за участю гетероциклічних сполук.

## Загальний опис
Механізм ANRORC  — механізм реакції заміщення в нітрогенвмісних ароматичних гетероциклічних сполуках під дією N-нуклеофіла (аміду лужних металів), що полягає в нуклеофільному приєднанні, розкритті циклу аніона або нейтрального σ-комплексу по С–N зв'язку і новій циклізації, які відбуваються послідовно одне за одним. Важливою особливістю цих реакцій є те, що атом N нуклеофіла, який повинен би здійснювати заміщення, обмінюється розташуванням у кільці з атомом N циклу (паралельно з ним може реалізуватися і механізм SN2Ar).
Механізм цієї реакції значною мірою вивчався у реакціях метал амідних нуклеофілів (таких як амід натрію) та заміщених піримідинах (наприклад 4-феніл-6-бромпіримідин 1) в аміаку при низьких температурах. Основний продукт реакції — 4-феніл-6-амінопіримідин 2 з бромом, заміщеним на амін. Це виключає утворення аринового інтермедіату A, який також утворив би 5-заміщений ізомер.
Виключення другого інтермедіату в цій рекції, комплексу Мейзенгеймера B, на користь вікритого циклу інтермедіата ANRORC засноване на декількох експериментальних доказах. З іншими амінами, такими як піперидин, сполука з відкритим циклом після відщеплення бромоводню з утворенням нітрилу також є ізольованим продуктом реакції:
Більше доказів отримано ізотопним маркуванням дейтерієм в 5 положення. Атом дейтерію не присутній в продукті реакції і це знову ж таки є доказом механізму ANRORC, де інтермедіат з відкритим циклом 4 є таутомерною парою, яка забезпечує швидкий H-D обмін:
Останній доказ забезпечений експериментом з ізотопною перестановкою, де обидва атоми азоту в піримідиновому кільці заміщені ізотопом 14N в кількості до 3 % кожного:
В кінцевому продукті 4 (після кислотного гідролізу та бромування 2) приблизно половина ізотопного складу була відсутня, чітко вказуючи на те що один внутрішній атом азоту був заміщений зовнішнім атомом.